# Bouleurs
Bouleurs is een gemeente in het Franse departement Seine-et-Marne (regio Île-de-France) en telt 1375 inwoners (2005). De plaats maakt deel uit van het arrondissement Meaux.

## Geografie
De oppervlakte van Bouleurs bedraagt 8,3 km², de bevolkingsdichtheid is 165,7 inwoners per km².
De onderstaande kaart toont de ligging van Bouleurs met de belangrijkste infrastructuur en aangrenzende gemeenten.

## Demografie
Onderstaande figuur toont het verloop van het inwonertal (bron: INSEE-tellingen).